# Dôme de Soltaniyeh
Le dôme de Soltaniyeh, mausolée Oldjoïtu ou encore mausolée et mosquée Ismaël Kodabend (persan : گنبد سلطانیه) est un monument d'architecture sacrée en Iran datant du début du XIVe siècle. Il est situé dans la ville de Soltaniyeh, province de Zandjan, capitale de l'Ilkhanat. Le mausolée ainsi que la ville de Soltaniyeh ont été inclus dans la liste du patrimoine mondialde l'UNESCO en 2005.

## Histoire de la création
Le khan d' Oldjaïtou, devenu partisan du chiisme, afin de conquérir des fidèles, a décidé de construire une nouvelle mosquée et un mausolée dans un style architectural nouveau pour les saints chiites. Selon les projets du Khan, les dépouilles des saints chiites  devaient être transportées ici et la mosquée devait devenir leur nouveau mausolée.
C'est l'architecte de la ville de Tabriz, Hodji Alichak (aussi transcrit : Syed Ali Shah), qui a dirigé la construction. Il a conçu celle-ci comme un grand volume octogonal, d'une longueur de 80 m de chaque côté, surmonté d'un dôme recouvert de carreaux turquoise colorés. Le sommet de ce dernier se trouve à 52 m du sol.
La monument a été construit entièrement de brique entre les années 1302 et 1312; les annexes et la finition ont été achevées en 1313  , . Pour renforcer l'effet décoratif de l'ensemble, Hodji Alichak a placé des minarets sur le toit au niveau supérieur de la structure (en tout, 8 minarets). L'édifice comprend trois niveaux. Le premier niveau ne dispose que de petites entrées et des fenêtres étroites à la surface des murs et rappelle ainsi les murs d'une place forte. Au contraire le troisième niveau est le plus décoré et le plus travaillé au niveau architectural. Il est orné de trois arches ouvertes formant des galeries de chaque côté de la structure octogonale du plan. Au centre de chaque plan de l'octogone est ouverte une grande arche entourée de deux petites. Toute la structure est entourée par cette galerie sur la longueur de son périmètre. Les murs entre les arches servent de pylônes de fondation pour les 8 minarets. Cette disposition est décorative mais dangereuse dans une région sismiquement souvent agitée. Ces minarets ont d'ailleurs été gravement endommagés lors de différents séismes.
L'accès à la galerie ouverte se fait par des escaliers cachés dans les deux annexes bordant la mosquée, ce qui dégage la façade d'autant d'espace. L'ensemble est couronné par le dôme majestueux en forme de casque orné de carreaux bleus.
Comme le mausolée Oldjoïtu était l'un des ensembles les plus importants de son époque, il est devenu une source d'inspiration pour de nombreuses autres structures de la culture de l'Ilkhanat de Perse tant pour les intérieurs que pour les extérieurs. Des caractéristiques distinctives de ce mausolée se sont retrouvées plus tard sur de nombreux autres édifices. C'est le cas, en particulier, pour les minarets placés au-dessus de la structure de base. Cette tendance a commencé sous les Seldjoukides, puis s'est étendue dans l'architecture de l'Ilkhanat de Perse. 

Vues du mausolée
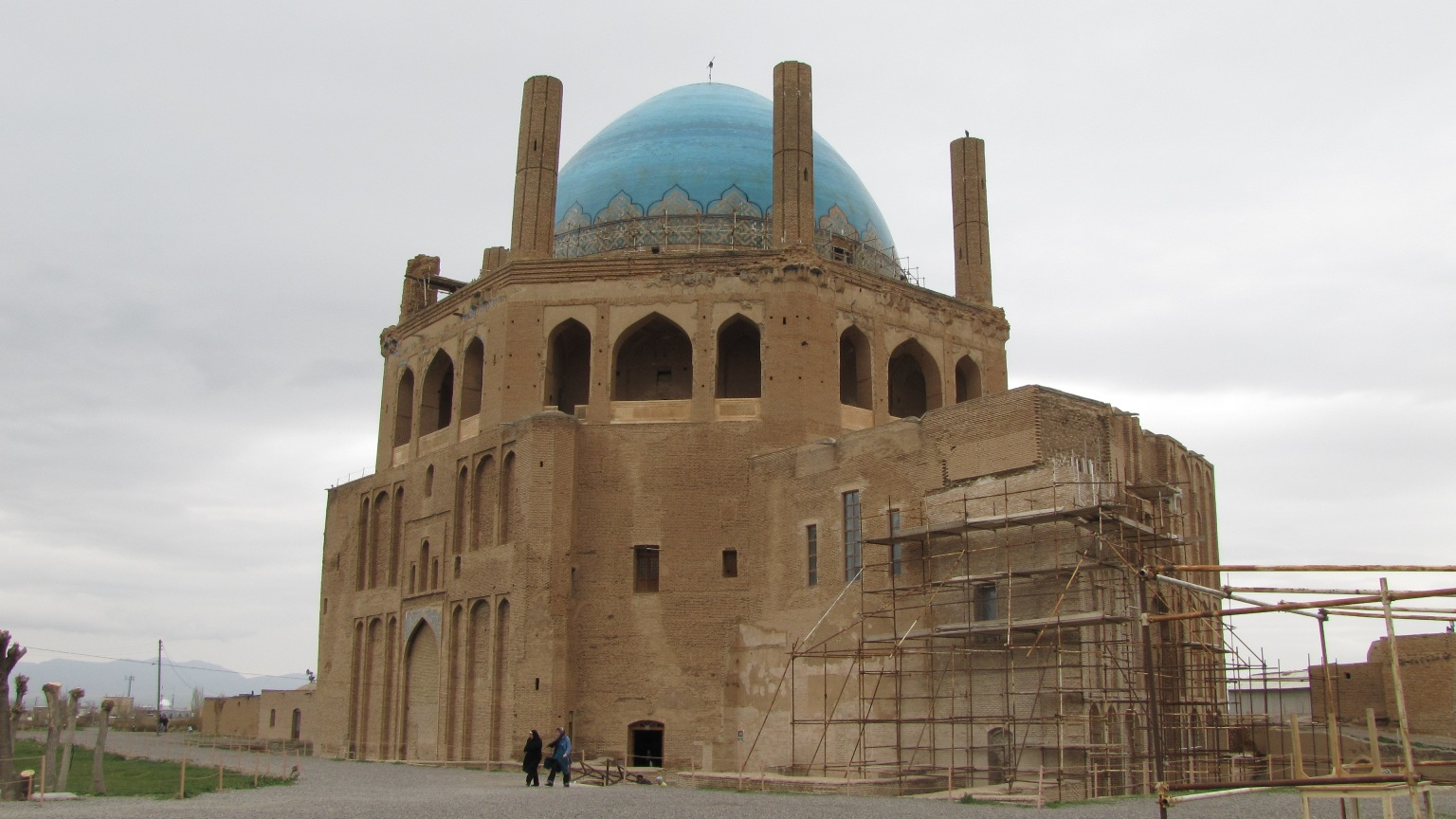
vue panoramique
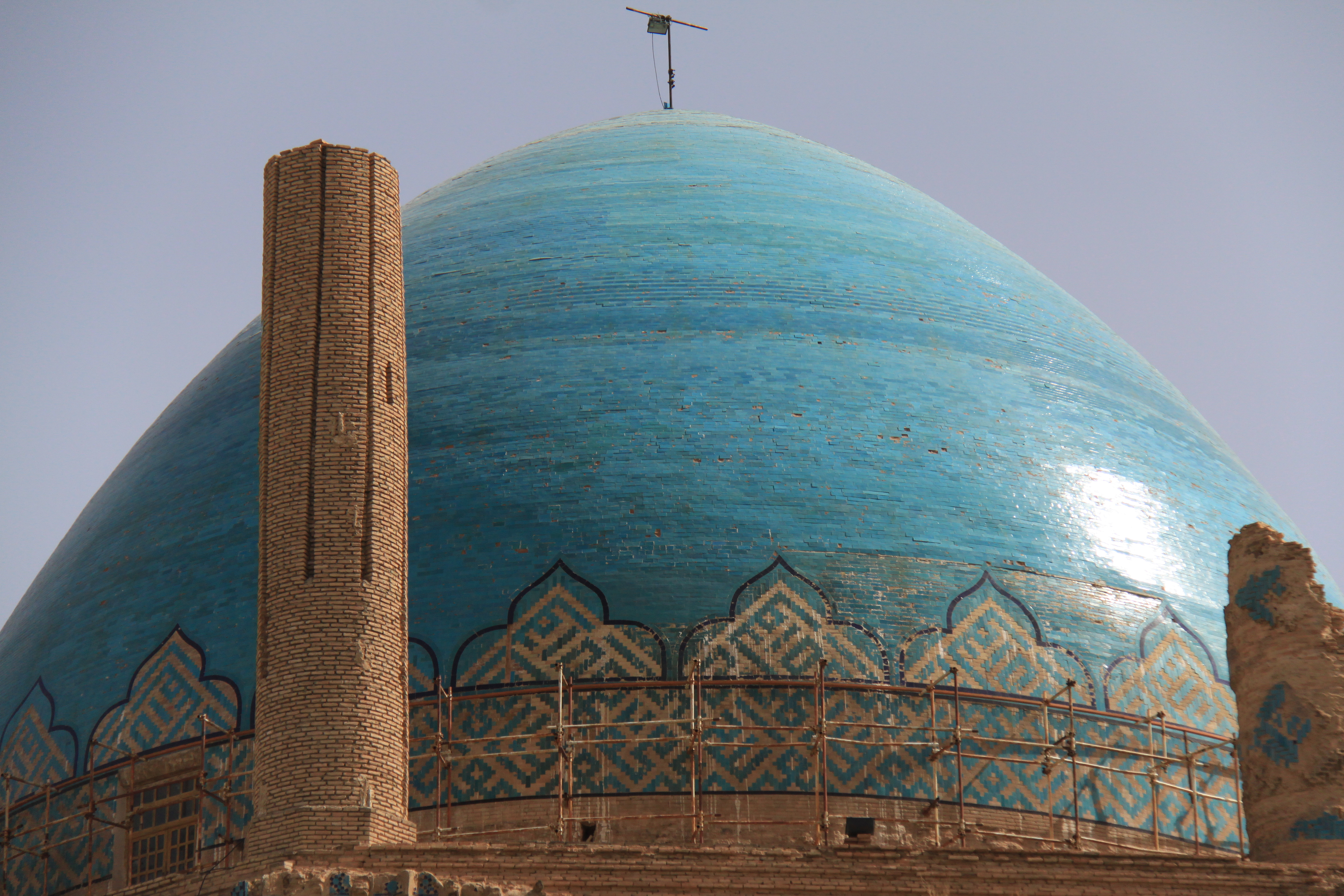
Le dôme et deux des minarets
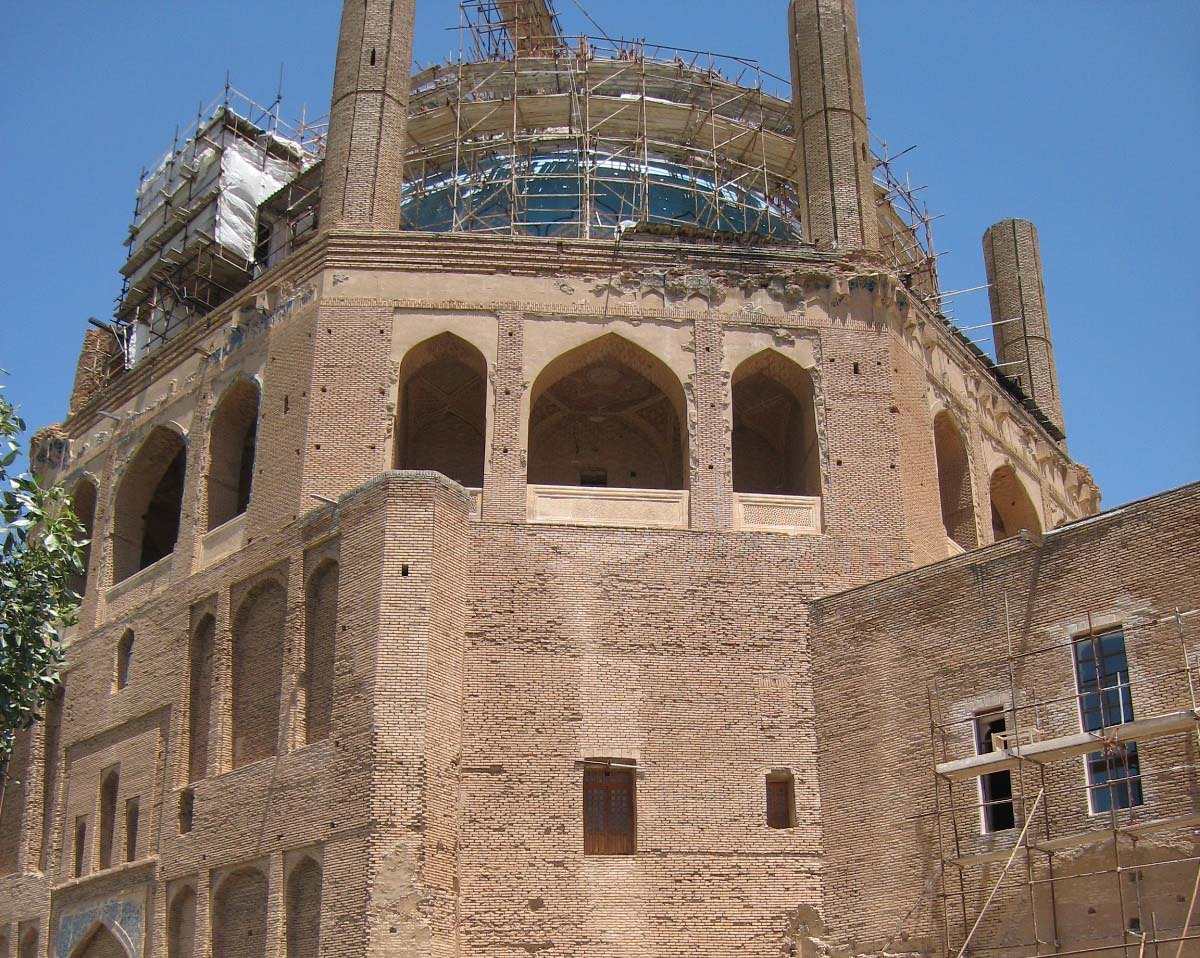
Travaux de restauration du dôme

Dessins et peintures du mausolée
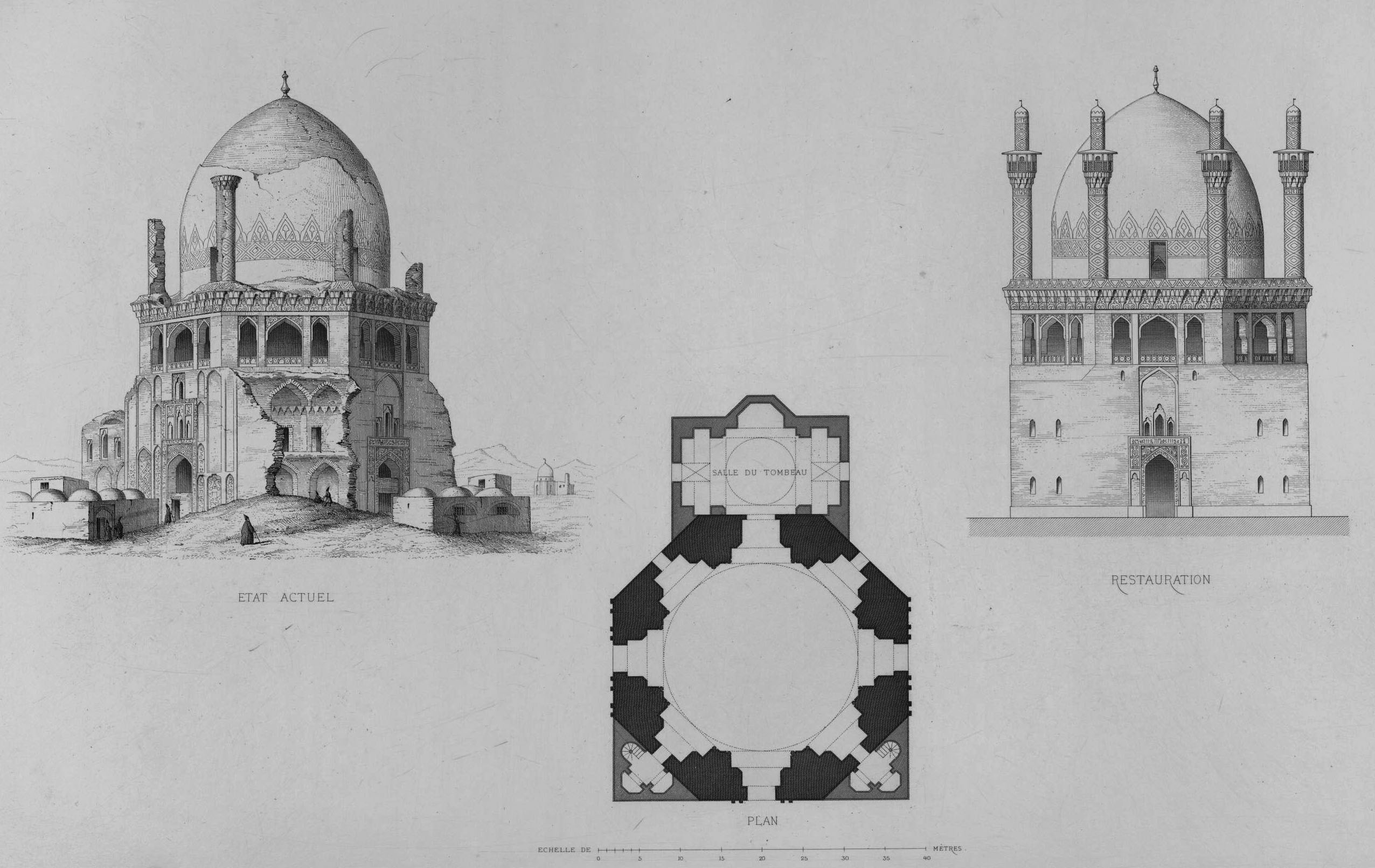
Pascal Coste : plans de restauration
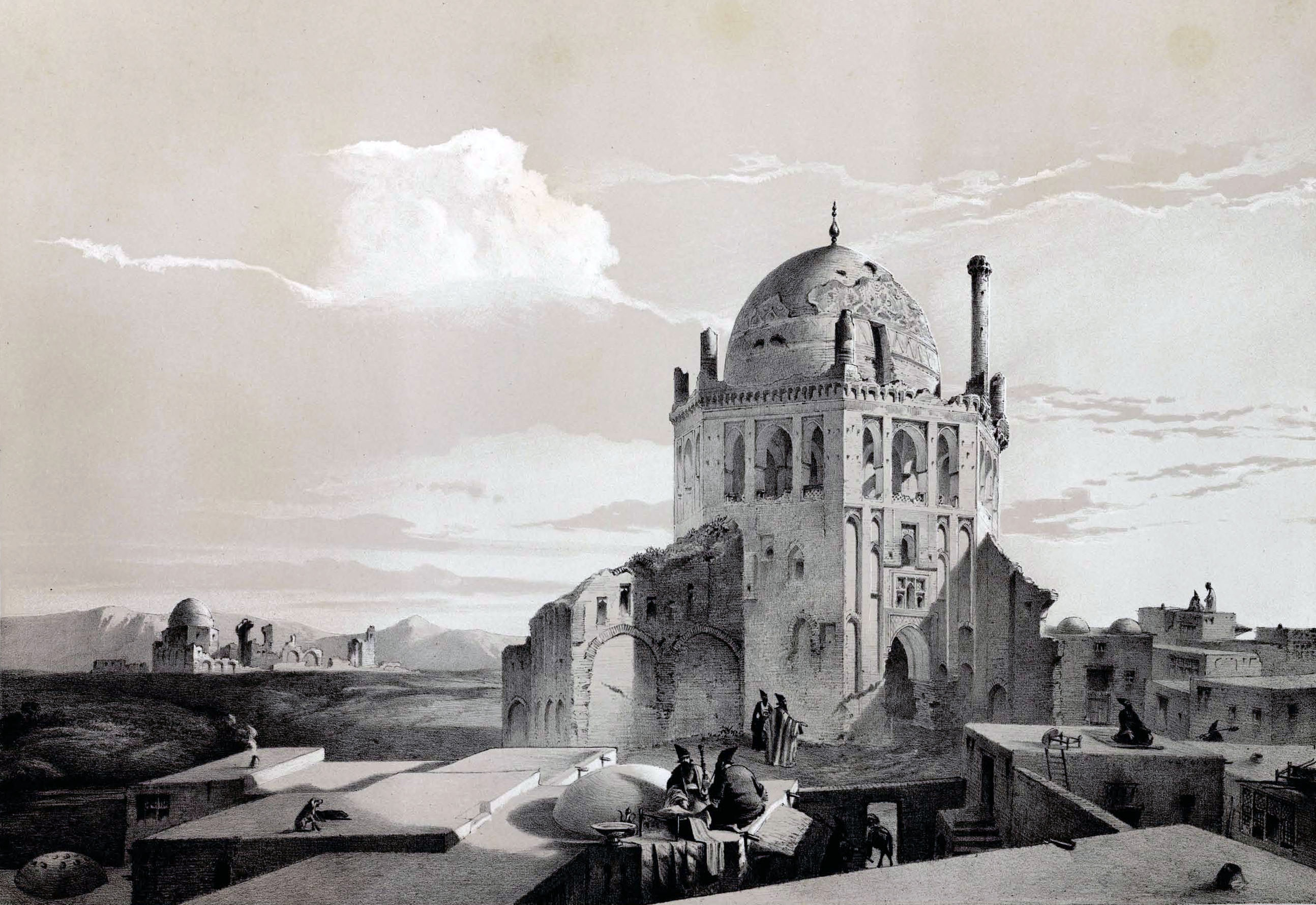
Tableau du peintre Eugène Flandin, réalisé en 1840
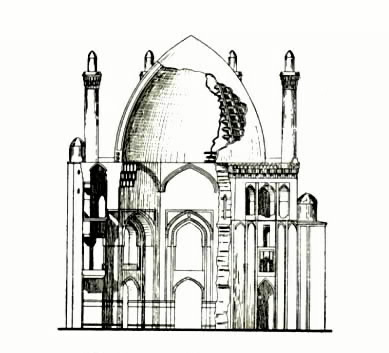
Section mosquée et coupole

## Recherches de Pascal Coste sur les ruines
L'architecte et explorateur français Pascal Coste a publié son ouvrage Architecture des États arabes en 1837. Avant cette publication, il avait visité l'Égypte et Le Caire, où il avait réalisé un certain nombre de croquis des monuments de l'architecture locale. Son ouvrage Architecture des États arabes (1837) lui vaut d'être attaché à l'ambassade d'Édouard de Sercey que le roi Louis-Philippe Ier envoie au Shah de Perse. Ce dernier permet à Coste de voyager à travers le pays et d'étudier les monuments de l'architecture locale ancienne. La Perse était au XIXe siècle en proie à une longue crise économique  et la plupart des édifices anciens étaient en ruine. Cette visite de Coste a été l'occasion pour un Européen d'étudier l'état des monuments de Perse à une époque ou personne ne s'y intéressait vraiment. Coste apportait avec lui son expérience acquise en Égypte et de nouvelles technologies d'études des monuments anciens.  
Parmi les monuments étudiés par Coste il y avait la mosquée Soltaniyeh du khan Oldjoïtu. Coste a étudié la mosquée, a créé des esquisses de sa façade et aussi des plans des soubassements. Il a établi des croquis en vue de restaurer et de reconstruire la mosquée et ses minarets ainsi que le dôme.   
Les travaux de restaurations sur ce monument Soltaniye du XIVe siècle n'ont finalement été réalisés qu'à la fin du XXe siècle-début du XXIe siècle. 

## Comparaison
Du fait de sa structure en brique, de sa taille, de sa double coupole, le dôme de cette mosquée peut être comparé à celui de la cathédrale Santa Maria del Fiore apparue à Florence 100 ans plus tard des recherches et travaux de Filippo Brunelleschi. Également  à celui de la mosquée Sainte-Sophie à Constantinople ,.
Des spécialistes tels qu’A.U. Pope ont qualifié ce bâtiment de précurseur du Taj Mahal.
Pour l'UNESCO « Soltaniyeh est l’un des exemples les plus saisissants de réalisations architecturales perses et un monument clé dans le développement de l’architecture islamique  »